# Сменцево (Ярославская область)
Сменцево — село в Некоузском районе Ярославской области России. 
В рамках организации местного самоуправления входит в состав Волжского сельского поселения, в рамках административно-территориального устройства относится к Шестихинскому сельскому округу.

## География
Село расположено на берегу Рыбинского водохранилища (река Волга) в 5 км на север от центра поселения посёлка Волга и в 27 км на северо-восток от районного центра села Новый Некоуз. Близ села работает паромная переправа Сменцево — Глебово.

## История
Каменная церковь Казанской Пресвятой Богородицы в селе была построена в 1786 году на средства прихожан, престолов в ней было три: в летней – Казанской иконы Божьей Матери; в зимней с южной стороны в честь Святителя и Чудотворца Николая; с северной – в честь Преподобного Сергия Радонежского Чудотворца. 
В конце XIX — начале XX века село являлось центром Сменцевской волости Мышкинского уезда Ярославской губернии.
С 1929 года село являлось центром Сменцевского сельсовета Рыбинского района, с 1932 года — в составе Некоузского района, с 1960 года — в составе Шестихинского сельсовета, с 2005 года — в составе Волжского сельского поселения.

## Население
| 1859 | 2002 | 2007 | 2010 |
| ---- | ---- | ---- | ---- |
| 36   | ↘21  | ↘14  | ↘8   |